# František Provazník
František Provazník, född den 7 februari 1948 i Prag i Tjeckien, är en tjeckoslovakisk roddare.
Han tog OS-brons i fyra utan styrman i samband med de olympiska roddtävlingarna 1972 i München.